# Rodez Aveyron Football
Pour les articles homonymes, voir RAF et Stade ruthénois.
Pour la section féminine, voir Rodez Aveyron Football (féminines).
 (juillet 2022).
Si vous disposez d'ouvrages ou d'articles de référence ou si vous connaissez des sites web de qualité traitant du thème abordé ici, merci de compléter l'article en donnant les références utiles à sa vérifiabilité et en les liant à la section « Notes et références ».
Maillots
Actualités
Dernière mise à jour : 22 juin 2025.
Le Rodez Aveyron Football est un club de football français fondé en 1931 et situé à Rodez en Aveyron.
Le club omnisports est fondé en 1929 sous le nom de Stade ruthénois. La section football démarre ses activités en 1931, et change son nom en Rodez Aveyron Football en 1993.
Son siège social est situé à Onet-le-Château, tout près de la cité ruthénoise. Le club évolue en Ligue 2 à la suite de son titre de champion de National acquis en 2019. En 2025, Rodez entame une 7ème saison consécutive au deuxième échelon national.il évolue au saint du stade Paul lignon

## Histoire

### Origine du club
Le club est fondé en 1929 sous le nom de Stade ruthénoispar le premier président Philippe Rosenfeld avec un premier entraîneur-joueur, Henri Genet. La section football démarre ses activités lors de la saison 1931-1932, terminant finaliste de son championnat de la Ligue du Midi.

### Découverte de la Division 2
Rodez monte en Division 2 lors de la saison 1988-1989. Cette rentrée en D2 va être suivie d'une descente en échelon inférieur. Le club remonte dans la foulée et va se maintenir trois saisons de suite.
En 1991, le club se hisse en demi-finale de la Coupe de France. Il est battu 4 à 1 par l'Olympique de Marseille, après avoir éliminé des clubs de Division 1 comme le FC Metz et le FC Sochaux-Montbéliard.
En 1993, le club change de nom et devient Rodez Aveyron Football.[réf. nécessaire] Est créée en cette même année une section féminine, qui évolue en division 1 féminine de 2010 à 2023.
Le 24 mai 2003, l'équipe marque à la 85e minute contre Balma lors du dernier match de la saison de CFA2. Rodez pouvait quitter, ce jour-là, les Championnats Nationaux. Ce but sauve le club d'une descente en DH.

### Un club amateur bien implanté
Rodez terminait dans un premier temps premier de son groupe de CFA en 2006 (devant Yzeure), mais ne peut monter en National à la suite d'une décision du CNOSF. En effet, à la fin du championnat, Yzeure possède un match de retard, et l'équipe adverse (l'US Orléans) refusant de disputer la rencontre, les Yzeuriens se voient automatiquement attribuer les points de la victoire. Ainsi, c'est finalement Yzeure qui devance Rodez au classement et se voit offrir le ticket pour le National.

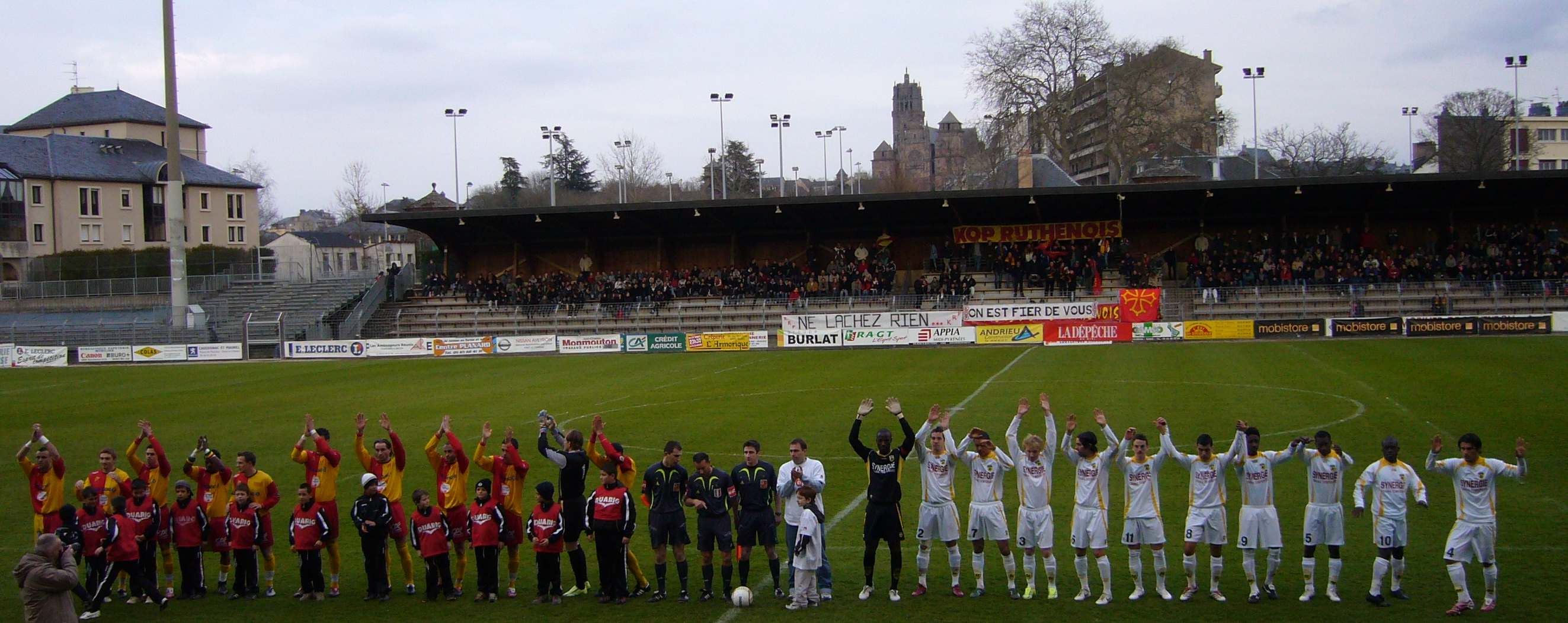
L'équipe 2007 à Paul-Lignon contre la réserve du FC Nantes Atlantique

En 2007, le club, champion avec cent points, finit par accéder au National malgré de nouvelles péripéties avec la DNCG qui viendront agiter l'intersaison. Le club terminera la saison 2007-2008 de National à la 13e place.
La saison 2008-2009 est marqué par le parcours du club en Coupe de France. Le club se qualifie en effet pour les quarts de finale de la Coupe, grâce à sa victoire à domicile contre le Paris Saint-Germain, alors deuxième du Championnat de France de Ligue 1. Le RAF cependant n'obtient pas le ticket accédant aux demi-finales de cette compétition, en perdant contre Rennes, le 18 mars 2009 (0-2).
À la fin de la saison 2010-2011, après avoir été pendant une bonne partie de la saison proche de la zone rouge de relégation, le Rodez Aveyron Football finit à la 18e place sur 21, synonyme de descente en CFA.
La saison 2011-2012 est dictée par la décision d'écarter la montée en National de ses priorités, affirmant à travers son directeur sportif « Nous voulons nous donner du temps ». Le RAF finira deuxième de son groupe.
La saison 2012-2013 est honorée par un début de saison mouvementé, marqué par la démission de Rui Pataca, l'entraîneur, et son remplacement par Franck Plenecassagne. Un départ diesel pour une 8e place en fin de saison.
La saison de CFA 2013-2014 est celle du renouveau, avec un parcours en Coupe de France de football qui s'arrêtera aux 32es de finale, en s’inclinant 2 à 0 face à Montpellier, club de Ligue 1. En championnat, le club finit 2e derrière le GS Consolat.

### Passage au professionnalisme
En 2015-2016, la dynamique s'inverse et le club est relégué en CFA2. Il sera repêché en tant que meilleure quatorzième de CFA, à la suite de la relégation administrative de Luçon (National).
Tout juste repêché en CFA, le Rodez Aveyron Football se donne comme objectif le maintien. Mais après une première saison marquée par une seule défaite, les objectifs sont redéfinis. Ainsi, le 29 avril 2017, le club obtient officiellement le titre de champion CFA du Groupe D et par là même, son billet pour le National 1.
Lors de la saison 2017-2018, le RAF surprend : tout juste promu, les sang et or jouent aux prétendants de la montée quasiment toute la saison. Toutefois, ils s'écroulent en fin de saison et finissent 4es. Laurent Peyrelade est élu meilleur entraîneur de troisième division à l'issue de la saison.
Le 11 avril 2019, une victoire du RAF contre Boulogne-sur-Mer sur le score de trois buts à un lui permet d'acter sa montée en Ligue 2 pour la saison 2019-2020, une première depuis 26 ans. À la fin de la saison, Rodez battra le record de points pour une saison de National à 18 clubs (76 points), et finira meilleure défense et meilleure attaque (21 buts encaissés pour 54 buts marqués). Laurent Peyrelade est par ailleurs élu meilleur entraîneur de la saison en National 1 pour la deuxième saison de rang.

### Retour en Ligue 2
Durant le mercato estival précédant son retour au deuxième échelon du football français, le RAF parvient à conserver la majorité de ses cadres, si ce ne sont le départ de Jérémy Mellot vers Guingamp, relégué en Ligue 2, et celui de son meilleur buteur de la saison 2018-2019, Florian David, qui file chez un autre promu, Chambly. Rodez est actif dans le sens des arrivées avec la signature d'onze nouveaux joueurs, dont certains ayant une expérience en Ligue 2 (Pape Sané, Valentin Henry), et également des jeunes prometteurs (Ayoub Ouhafsa, Boris Mathis). Amiran Sanaia est le capitaine de l'équipe aveyronnaise.
Le club doit également faire face à un autre défi durant cette intersaison : la recherche d'un nouveau stade. En effet, le stade Paul-Lignon n'étant pas aux normes de la Ligue 2, il subit d'importants travaux qui s'étaleront sur trois intersaisons, pour une fin attendue en juillet 2021. Rodez doit alors trouver un stade susceptible de l'accueillir jusqu'à la fin de la première phase des travaux, fin octobre 2019. Alors que le transfert provisoire au stade Armand-Cesari de Bastia semblait quasiment acté, la région Occitanie fournit une aide financière au RAF pour jouer au plus proche de chez lui, au Stadium de Toulouse, bien que la location de ce stade soit plus onéreuse que Bastia.
Rodez débute ainsi sa saison 2019-2020 au Stadium devant 2 800 spectateurs et s'impose face à l'AJ Auxerre (2-0), Ugo Bonnet inscrivant à cette occasion le premier but de la saison de Ligue 2 après 54 secondes de jeu. Le championnat, marqué par la pandémie de Covid-19, est suspendu après la 28e journée ; Rodez est alors 16e, plus proche du top 10, à trois points de la neuvième place, que du barragiste, six points derrière. Certaines individualités se distinguent durant cette saison, dont Ugo Bonnet, joueur formé au club, qui inscrivit 11 buts en championnat, Valentin Henry, auteur de 3 buts et 4 passes décisives, comme Pierre Ruffaut et le gardien Arthur Desmas, dont les performances séduisent Clermont Foot, club qui entend lutter pour la montée en Ligue 1 lors de la saison 2020-2021.
Hormis le départ de son gardien, le club ne perd pas d'éléments forts de son effectif. Pour le remplacer, Théo Guivarch est choisi. Le même jour est annoncée l'arrivée de cinq autres renforts : Johann Obiang, Malaly Dembélé, Alan Kérouedan, Daouda Gueye et Jordan Leborgne. La saison 2022-2023 est marquée par le départ en cours de saison du coach Laurent Peyrelade après de mauvais résultats à la mi-saison. Didier Santini est choisi pour le remplacer et le club arrache son maintien après une série de résultats positifs. Ce maintien est acquis par une victoire sur tapis vert à Bordeaux, à la suite de l'agression de Lucas Buades par un supporteur adverse. En parallèle, lors de la Coupe de France 2023, Rodez réalise un parcours exceptionnel en sortant Saint-Étienne, Monaco puis Auxerre, pour se hisser en quart de finale avec une défaite contre le Toulouse FC.
La saison 2023-2024 est une saison historique pour le club conclue par une quatrième place et une qualification pour les barrages d'accession à la ligue 1. Avec une équipe renforcée à l'intersaison de nombreux prêts comme Taïrik Arconte en provenance de Brest ou le caennais Andréas Hountondji, le Rodez Aveyron Football se révèle comme la surprise de la saison 2023-2024 de ligue 2 BKT. Le club termine deuxième attaque du championnat, en s'appuyant sur un jeu offensif (62 buts marqués), emmené par Killian Corredor (12 buts) et Andréas Hountondji qui devient meilleur buteur du club sur une saison de ligue 2 avec 14 buts. Par des résultats importants face aux concurrents directs comme lors de la réception de Auxerre (2-0), le RAF termine barragiste et élimine le Paris FC au terme du séance de tir au but folle à Paul Lignon puis échoue à Geoffroy Guichard face à l'AS Saint-Etienne (défaite 2-0). En coupe de France, le club est éliminé en 16ème de finale par l'AS Monaco au stade Paul-Lignon pour le premier match à domicile de Rodez en coupe depuis 25 matchs. Au terme de cette saison, l'effectif de Rodez voit le départ de nombreux joueurs comme les joueurs prêtés (Dembo Sylla par Lorient, Ewen Jaouen par Reims...) mais aussi des joueurs en fin de contrat comme Serge-Philippe Raux-Yao qui signe au Rapid Vienne, Bradley Danger, Lorenzo Rajot ou encore Clément Depres. A noter que le coach Didier Santini est nommé aux trophées UNFP dans la catégorie de meilleur entraîneur.
Pour la saison suivante, le club doit donc recruter. Il voit arriver Ibrahima Baldé de Lens, Nolan Galves de Sochaux, Mohammed Bouchouari de Anderlecht, Derek Mazou-Sacko de Troyes mais aussi Noah Cadiou en fin de contrat à QRM et Timothé Nkada de Koper. Après un début de championnat compliqué marqué par 6 défaites en 7 matchs, le coach réussit l'acclimatation des recrues à l'effectif et au jeu ruthénois. Le milieu de terrain amené par Cadiou et Waniss Taïbi (transféré à Hannovre en fin de saison) permet au club de se maintenir sereinement à quelques journées du termeet de terminer 14ème avec 39 points. Une nouvelle fois l'attaque a permis d'engranger des points puisque Baldé termine la saison avec 7 buts, Bentayeb (prêté par Touarga) avec 10 buts et surtout Nkada qui marque 17 buts. Ce dernier devient meilleur buteur du club sur une saison de ligue 2 et est nommé dans l'équipe type de Ligue 2 lors des trophées UNFP 2025. C'est aussi le premier joueur du RAF honoré lors de cette cérémonie.Cette saison est aussi marquée par un fait rare : le gardien Lionel Mpasi marque un but de la tête pour égaliser contre Lorient dans le temps additionnel (3-3) lors de la 10ème journée.Ce même Mpasi quitte le club à l'issue de la saison pour rejoindre le Havre après 8 ans de fidélité. Un autre joueur emblématique met un terme à sa carrière : Joris Chougrani au club depuis 2004. Avec Mpasi, ils étaient les derniers joueurs à avoir connu les montées successives du club du CFA à la ligue 2.
Pour le premier match de la saison 2025-2026, le club reçoit Nancy dans son stade Paul Lignon refait à neuf après 6 ans de travaux avec l'ouverture de la tribune Ségala. La capacité du stade est désormais de 6761 places.

## Identité

### Logos

Logo jusqu'en 2017.
Logo actuel.

### Couleurs
Le club ruthénois arbore à domicile un maillot jaune et rouge, couleurs du club, mais aussi de la ville de Rodez.
Après avoir été équipé un temps par ASICS, puis par l’équipementier Duarig, le RAF évolue avec des tenues Adidas depuis 2013.
| 2004-2005                            | 2005-2006 | 2006-2008 | 2008-2009 | 2009-2010 | 2010-2011 |
| Tenue domicile des dernières saisons |           |           |           |           |           |

## Résultats sportifs

### Palmarès
Le tableau suivant récapitule les performances du Rodez Aveyron Football dans les diverses compétitions françaises.
| Compétitions nationales | Compétitions régionales                                                   |
| --- | ------------------------------------------------------------------------- |
| - Ligue 2 - Meilleure performance : 4ème en 2024 et défaite au match 2 des playoffs d'accession de ligue 2 contre Saint-Etienne - Championnat de France D3 (1) - Champion : 2019 - Vice-champion : 1990 - Vainqueur de groupe : 1988 - Championnat de France amateurs (1935-1971) - Vainqueur de groupe : 1957 et 1958 - Championnat de France D4 - Vainqueur de groupe : 1984, 2007 et 2017 - Championnat de France D5 - Vainqueur de groupe : 2004 - Coupe de France - Meilleure performance : demi-finale en 1991 | - Division d'Honneur Midi-Pyrénées - Vainqueur : 1956, 1969, 1982 et 1986 |

## Personnalités

### Entraîneurs
| - 1951-1952 : Curt Keller - 1962-1963 : Georges Janin | - 1967-1970 : Ernest Vaast | - 1993-1994 (déc) : Daniel Périault - déc 1994-1995 : Jean-Luc Vinuesa - 1995-1997 : Jacques Novi - 1998-2001 : Frédéric Hantz - 2001-2003 : Daniel Périault - 2003-2005 : Régis Brouard - 2005-2011 : Franck Rizzetto - 2011-2012 : Rui Pataca - 2015-nov. 2022: Laurent Peyrelade - nov. 2022 : Émerick Darbelet - dec. 2022-: Didier Santini |

### Effectif professionnel actuel
Le premier tableau liste l'effectif professionnel du Rodez AF pour la saison 2025-2026. Le second recense les prêts effectués par le club lors de cette même saison.
En grisé, les sélections de joueurs internationaux chez les jeunes mais n'ayant jamais été appelés aux échelons supérieurs une fois l'âge-limite dépassé ou les joueurs ayant pris leur retraite internationale.

## Stade
Le Stade Paul-Lignon est l'enceinte dans laquelle joue Rodez. Il est situé dans le centre-ville de la préfecture de l'Aveyron, rue Vieussens. Il est composé de 4 tribunes suite à la rénovation du stade après 6 ans de travaux. La capacité est de 6761 places pour les matchs du RAF.

## Aspects juridiques et économiques
Le tableau ci-dessous résume les différents budgets prévisionnels du club saison après saison.
| Saison | 2021-2022 | 2022-2023 | 2023-2024 |  |  |  |
| Budget | 7,2 M€    | 8,2 M€    | 8 M€      |  |  |  |

En 2012, Zinedine Zidane est devenu actionnaire minoritaire du RAF : son épouse Véronique est originaire d’Onet-le-Château dans l’Aveyron,. Son fils Enzo signe par ailleurs au club à l'été 2021.